# Stary cmentarz żydowski w Dynowie
Stary cmentarz żydowski w Dynowie – kirkut mieści się przy ul. Mickiewicza. Nie wiadomo kiedy dokładnie powstał. Ma powierzchnię 1,13 ha. W czasie okupacji został zniszczony przez nazistów. Zachowały się fragmenty murowanego płotu. Nie zachowała się na nim żadna macewa. Na macewach cadyków umieszczono ohel.